# Harmandiola cavernosa
Harmandiola cavernosa är en tvåvingeart som först beskrevs av Ewald Rübsaamen 1899.  Harmandiola cavernosa ingår i släktet Harmandiola och familjen gallmyggor. Inga underarter finns listade i Catalogue of Life.